# Неделя ирландского языка
Неделя ирландского языка (ирл. Seachtain na Gaeilge, SnaG) — некоммерческая организация в Ирландии, которая с целью пропаганды ирландского языка ежегодно организует двухнедельный фестиваль в начале марта, перед Днём Святого Патрика (отмечается 17 марта) .
Фестиваль был учрежден Гэльской лигой в 1903 году, в настоящее время Неделя ирландского языка спонсируется Советом по ирландскому языку.
Фестиваль включает в себя музыкальные мероприятия и уличные танцы кейли. В фестивале принимают участие более 150 тысяч человек со всей Ирландии, в том числе тысячи школьников и членов молодёжных клубов Ирландии.
Слоган фестиваля: «Croí na Teanga — It’s You!» («Сердце языка — это ты!»).
В 2012 году проведение фестиваля совпало с проведением эстафеты в поддержку ирландского языка, участники которой пробежали от Голуэя до Белфаста.
В 2000-х годах стали выходить альбомы с песнями фестивалей на CD. В эти альбомы входят песни на ирландском языке в исполнении таких певцов как Пэдди Кейси, Манди, рок-групп The Frames и The Corrs. Сборник Ceol '07 включает некоторые композиции из предыдущих альбомов и дебютные записи Дэмиена Демпси, группы Bell X1 и Деклана О’Рурка. Прибыль от продажи этих альбомов была пожертвована в ирландскому благотворительному агентству Concern Worldwide. В 2011 году право на производство и продажа фестивального диска было предоставлено радиостанции Raidió Ri Ra, вещающей на ирландском языке и газете Irish Daily Star.